# David Douillet
David Douillet, född den 17 februari 1969 i Rouen, Frankrike, är en fransk judoutövare och politiker.
Han deltog i tre olympiska spel, och tog OS-brons i herrarnas tungvikt i Barcelona 1992, OS-guld i herrarnas tungvikt i Atlanta 1996 och OS-guld igen i samma viktklass i Sydney 2000.
2009 ställde han upp som kandidat och invaldes i nationalförsamlingen. President Nicolas Sarkozy utsåg honom till sportminister i september 2011, vilket han förblev till maj 2012 då François Hollande valdes till Frankrikes president.
I maj 2017 är David Douillet fortfarande medlem av nationalförsamlingen. Han ställer upp för omval i parlamentsvalet i juni 2017.